# Nilo
Pour le footballeur brésilien, voir Nilo (football).
Nilo est une municipalité située dans le département de Cundinamarca, en Colombie.